# Distrito electoral federal 2 de la Ciudad de México
El II Distrito Electoral Federal de Ciudad de México es uno de los 300 Distritos Electorales en los que se encuentra dividido el territorio de México y uno de los 24 en los que se divide la Ciudad de México. Tiene cabecera en la alcaldía Gustavo A. Madero.
Desde la distritación de 2017, se conforma por un sector centro-oriente de la alcaldía Gustavo A. Madero, reducido respecto al tamaño establecido en 2005.

## Distritaciones anteriores
El II Distrito de Ciudad de México (entonces Distrito Federal) surgió para la conformación del Congreso Constituyente de 1856, con Ponciano Arriaga  como representante al Constituyente. José Valente Baz fue el primer representante al Congreso de la Unión por la I Legislatura. 

### Distritación 1978 - 1996
Para la distritación del 29 de mayo de 1978, el II Distrito se ubicó en la parte norte de la Delegación Cuauhtémoc.

### Distritación 1996 - 2005
Formado por un sector centro-occidente de la Delegación Gustavo A. Madero.

### Distritación 2005 - 2017
Estaba formado prácticamente por el mismo territorio, aunque con una mayor extensión respecto a la distritación anterior.

### Distritación 2022-
Se amplia la extensión al oriente de la demarcación, se reduce al norte y se complementa ahora con el sector norte de la alcaldía Cuauhtémoc.

## Diputados por el distrito
| Diputado                     | Diputado                         | Grupo parlamentario | Legislatura             | Periodo     |
| ---------------------------- | -------------------------------- | ------------------- | ----------------------- | ----------- |
|                              | Ponciano Arriaga                 | Liberal             | Constituyente           | 1856 - 1857 |
|                              | José Valente Baz                 |                     | I                       | 1857 - 1861 |
| Sin representación distrital | Sin representación distrital     | II                  | 1861 - 1863             |             |
|                              | J. M. de Covarrubias             |                     | III                     | 1863 - 1865 |
|                              | José Valente Baz                 |                     | IV V                    | 1867 - 1871 |
| Vacante                      | Vacante                          | Vacante             | VI                      | 1871 - 1873 |
|                              | Manuel Romero Rubio              |                     | VII                     | 1873 - 1875 |
| Vacante                      | Vacante                          | Vacante             | VIII                    | 1875 - 1878 |
|                              | Alfredo Chavero                  |                     | IX                      | 1878 - 1880 |
|                              | Agustín del Río                  |                     | X                       | 1880 - 1882 |
|                              | Mauro F. Arteaga (Suplente)      |                     | XI                      | 1882 - 1884 |
|                              | Eugenio Barriero                 |                     | XII                     | 1884 - 1886 |
|                              | Guillermo Prieto Pradillo        | Liberal             | XIII XIV XV             | 1886 - 1892 |
|                              | Luis G. Labastida                |                     | XVI XVII XVIII          | 1892 - 1898 |
|                              | Emilio Pardo                     |                     | XIX XX                  | 1898 - 1902 |
|                              | Pablo Macedo                     |                     | XXI XXII XXIII XXIV XXV | 1902 - 1912 |
|                              | Marcos López Jiménez             |                     | XXVI                    | 1912 - 1914 |
|                              | Lauro López Guerra               |                     | Constituyente           | 1916 - 1917 |
|                              | Rafael Martínez de Escobar       | PLC                 | XXVII                   | 1917 - 1918 |
|                              | Jerónimo Hernández               | PLN                 | XXVIII                  | 1918 - 1920 |
|                              | Rafael Martínez de Escobar       |                     | XXIX                    | 1920 - 1922 |
|                              | Mariano Samayoa                  |                     | XXX                     | 1922 - 1924 |
|                              | Guillermo Zárraga                |                     | XXXI                    | 1924 - 1926 |
|                              | Joaquín de la Peña               |                     | XXXII                   | 1926 - 1928 |
|                              | Ernesto Verdugo                  | CI                  | XXXIII                  | 1928 - 1930 |
|                              | Ángel Ladrón de Guevara          |                     | XXXIV                   | 1930 - 1932 |
|                              | José Morales Hesse               |                     | XXXV                    | 1932 - 1934 |
|                              | Luis Enrique Erro Soler          |                     | XXXVI                   | 1934 - ?    |
|                              | Salvador Ochoa Rentería          |                     | XXXVII                  | 1937 - 1940 |
| Vacante                      | Vacante                          | Vacante             | XXXVIII                 | 1940 - 1943 |
|                              | Carlos A. Madrazo                |                     | XXXIX                   | 1943 - 1945 |
|                              | Marcelino Iñurreta de la Fuente  |                     | XXXIX                   | 1945 - 1946 |
|                              | Lauro Ortega Martínez            |                     | XL                      | 1946 - 1949 |
|                              | José Tovar Miranda               |                     | XLI                     | 1949 - 1952 |
|                              | Juan José Osorio Palacios        |                     | XLII                    | 1952 - 1955 |
|                              | Roberto Herrera León             |                     | XLIII                   | 1955 - 1958 |
|                              | Joaquín del Olmo Martínez        |                     | XLIV                    | 1958 - 1961 |
|                              | Francisco García Silva           |                     | XLV                     | 1961 - 1964 |
|                              | Arnulfo Vázquez Trujillo         |                     | XLVI                    | 1964 - 1967 |
|                              | José del Valle de la Cajiga      |                     | XLVII                   | 1967 - 1970 |
|                              | Mauricio Solano Martínez         |                     | XLVIII                  | 1970 - 1973 |
|                              | Ángel Olivo Solís                |                     | XLIX                    | 1973 - 1976 |
|                              | José Salvador Lima Zuno          |                     | L                       | 1976 - 1979 |
|                              | Ángel Olivo Solís                |                     | LI                      | 1979 - 1982 |
|                              | Rodolfo García Pérez             |                     | LII                     | 1982 - 1985 |
|                              | Elba Esther Gordillo Morales     |                     | LIII                    | 1985 - 1988 |
|                              | Onofre Hernández Rivera          |                     | LIV                     | 1988 - 1991 |
|                              | Rafael Farrera Peña              |                     | LV                      | 1991 - 1994 |
|                              | José Luis Martínez Álvarez       |                     | LVI                     | 1994 - 1997 |
|                              | Martha Irene Luna Calvo          |                     | LVII                    | 1997 - 2000 |
|                              | Luis Fernando Sánchez Nava       |                     | LVIII                   | 2000 - 2003 |
|                              | Miguel Ángel García Domínguez    |                     | LIX                     | 2003 - 2006 |
|                              | Javier González Garza            |                     | LX                      | 2006 - 2009 |
|                              | Rosi Orozco                      |                     | LXI                     | 2009 - 2012 |
|                              | Manuel Huerta Ladrón de Guevara  |                     | LXII                    | 2012 - 2015 |
|                              | Juan Romero Tenorio              |                     | LXIII                   | 2015 - 2018 |
|                              | Armando González Escoto          |                     | LXIV                    | 2018 - 2021 |
|                              | Maribel Villaseñor Dávila        |                     | LXV                     | 2021 - 2024 |
|                              | José Alberto Benavides Castañeda |                     | LXVI                    | 2024 - 2027 |

## Resultados electorales

### 2024
|  | 47.09 % |

|  | 41.13 % |

|  | 9.24 % |

|  | 0.14 % |

|  | 2.37 % |

|  | 100.00 % |

### 2021
|  | 49.77 % |

|  | 40.50 % |

|  | 3.03 % |

|  | 1.14 % |

|  | 1.49 % |

|  | 0.77 % |

|  | 0.00 % |

|  | 0.12 % |

|  | 2.59 % |

|  | 100.00 % |

### 2018
|  | 49.80 % |

|  | 28.82 % |

|  | 10.28 % |

|  | 4.70 % |

|  | 2.92 % |

|  | 0.00 % |

|  | 0.08 % |

|  | 3.37 % |

|  | 100.00 % |

### 2015
|  | 22.72 % |

|  | 21.07 % |

|  | 15.77 % |

|  | 15.56 % |

|  | 6.99 % |

|  | 3.51 % |

|  | 3.13 % |

|  | 3.19 % |

|  | 0.34 % |

|  | 7.40 % |

|  | 100.00 % |

### 2012
|  | 43.7 % |

|  | 25.6 % |

|  | 23.28 % |

|  | 2.81 % |

|  | 0.1 % |

|  | 3.4 % |

|  | 100.00 % |

### 2009
|  | 28.10 % |

|  | 25.72 % |

|  | 20.43 % |

|  | 9.54 % |

|  | 3.50 % |

|  | 1.42 % |

|  | 1.42 % |

|  | 10.82 % |

|  | 100.00 % |

### 2006
|  | 42.91 % |

|  | 34.19 % |

|  | 11.93 % |

|  | 5.4 % |

|  | 3.35 % |

|  | 0.2 % |

|  | 1.58 % |

|  | 100.00 % |

### 2003
|  | 36.96 % |

|  | 33.87 % |

|  | 11.58 % |

|  | 8.28 % |

|  | 1.66 % |

|  | 1.07 % |

|  | 1.04 % |

|  | 0.87 % |

|  | 0.33 % |

|  | 0.63 % |

|  | 0.41 % |

|  | 0.11 % |

|  | 3.13 % |

|  | 100.00 % |

### 2000
|  | 45.74 % |

|  | 23.37 % |

|  | 21.24 % |

|  | 5.14 % |

|  | 1.8 % |

|  | 23.37 % |

|  | 0.03 % |

|  | 1.78 % |

|  | 100.00 % |